# Distretto di Andahuaylillas
Il distretto di Andahuaylillas è uno dei dodici distretti della  provincia di Quispicanchi, in Perù. Si trova nella regione di Cusco.